# (2598) Merlin
(2598) Merlin est un astéroïde de la ceinture principale.

## Description
(2598) Merlin est un astéroïde de la ceinture principale. Il fut découvert par Edward L. G. Bowell le 7 septembre 1980 à Flagstaff (observatoire Lowell). Il présente une orbite caractérisée par un demi-grand axe de 2,7819 UA, une excentricité de 0,2173 et une inclinaison de 7,7731° par rapport à l'écliptique.
Il fut nommé en hommage à Merlin, l'enchanteur, personnage de la légende arthurienne.

## Compléments